# بوب بار (لاعب كرة قاعدة)
بوب بار (بالإنجليزية: Bob Barr)‏ هو لاعب كرة قاعدة أمريكي، ولد في 12 مارس 1908 في نيوتن في الولايات المتحدة، وتوفي في 25 يوليو 2002 في دوفر في الولايات المتحدة.

## وصلات خارجية
- بوب بار على موقعبيزبول رفرنس.كوم (الدوري الرئيسي) (الإنجليزية)
- بوب بار على موقعبيزبول رفرنس.كوم (الدوري الثانوي) (الإنجليزية)
- بوب بار على موقع مشجعي الرسوم البيانية (الإنجليزية)